# Реанімація (телесеріал)
«Реанімація» (англ. Code Black, досл. «Чорний код») — американський телесеріал, прем'єра якого відбулася на каналі CBS 30 вересня 2015 — 18 липня 2018 року. Телевізійна медична драма заснована на документальному фільмі Раяна Макгеррі, що розповідав про лос-анджелеську лікарню, медикам якої довелося відстоювати свої права та інтереси пацієнтів у конфлікті з керівництвом.
Телевізійний серіал розроблений Майклом Сейцманом для CBS Television Studios. Головну роль у пілотному епізоді спочатку отримала Меггі Грейс, але в останній момент була замінена лауреаткою премії «Оскар» Марсією Ґей Гарден. 8 травня 2015 року канал замовив знімання першого сезону, який стартував 30 вересня 2015 року. 16 травня 2016 року серіал був продовжений на другий сезон, 14 травня 2017 року — на третій сезон, після якого, 24 травня 2018 року, серіал був закритий.

## Акторський склад
- Марсія Ґей Гарден — доктор Ліенн Роріш, лікарка «швидкої»
- Рази Джаффрі[en] — Ніл Гадсон, лікар
- Бонні Соммервіль — Кріста Лоренсон, ординаторка першого року, немолода мати-одиначка
- Мелані Чандра[en] — Мала́я Пінеда, ординаторка другого року
- Вільям Аллен Янг[en] — Роллі Гатрі, лікар «швидкої»
- Гаррі Форд[en] — Ангус Лейтон, ординатор третього року
- Бен Голлінгсворт[en] — Маріо Саветті, ординатор третього року
- Луїс Гусман — Джессі Саландер, старший медбрат на прізвисько «Мама»
- Борис Коджо[en] — Майк Кемпбел, завідувач хірургічного відділення
- Джилліан Мюррей[en] — Гізер Пінкні, хірургиня
- Роб Лоу — Ітан Вілліса, колишній військовий лікар, полковник, ветеран війни
- Ноа Ґрей-Кебі[en] — Елліот Діксон, ординатор «швидкої» другого року
- Емілі Тайра[en] — Ное Кіна, ординаторка «швидкої»
- Емілі Елін Лінд — Аріель Брейден
- Мун Бладгуд — Рокс Валенсуела, парамедик пожежної охорони

## Список епізодів
| Сезони | Епізоди | Прем'єрний показ | Прем'єрний показ |
| Сезони | Епізоди | початок          | завершення       |
| ------ | ------- | ---------------- | ---------------- |
| 1      | 18      | 30 вересня 2015  | 24 лютого 2016   |
| 2      | 16      | 28 вересня 2016  | 8 лютого 2017    |
| 3      | 13      | 25 квітня 2018   | 18 липня 2018    |